# Libro de la vida

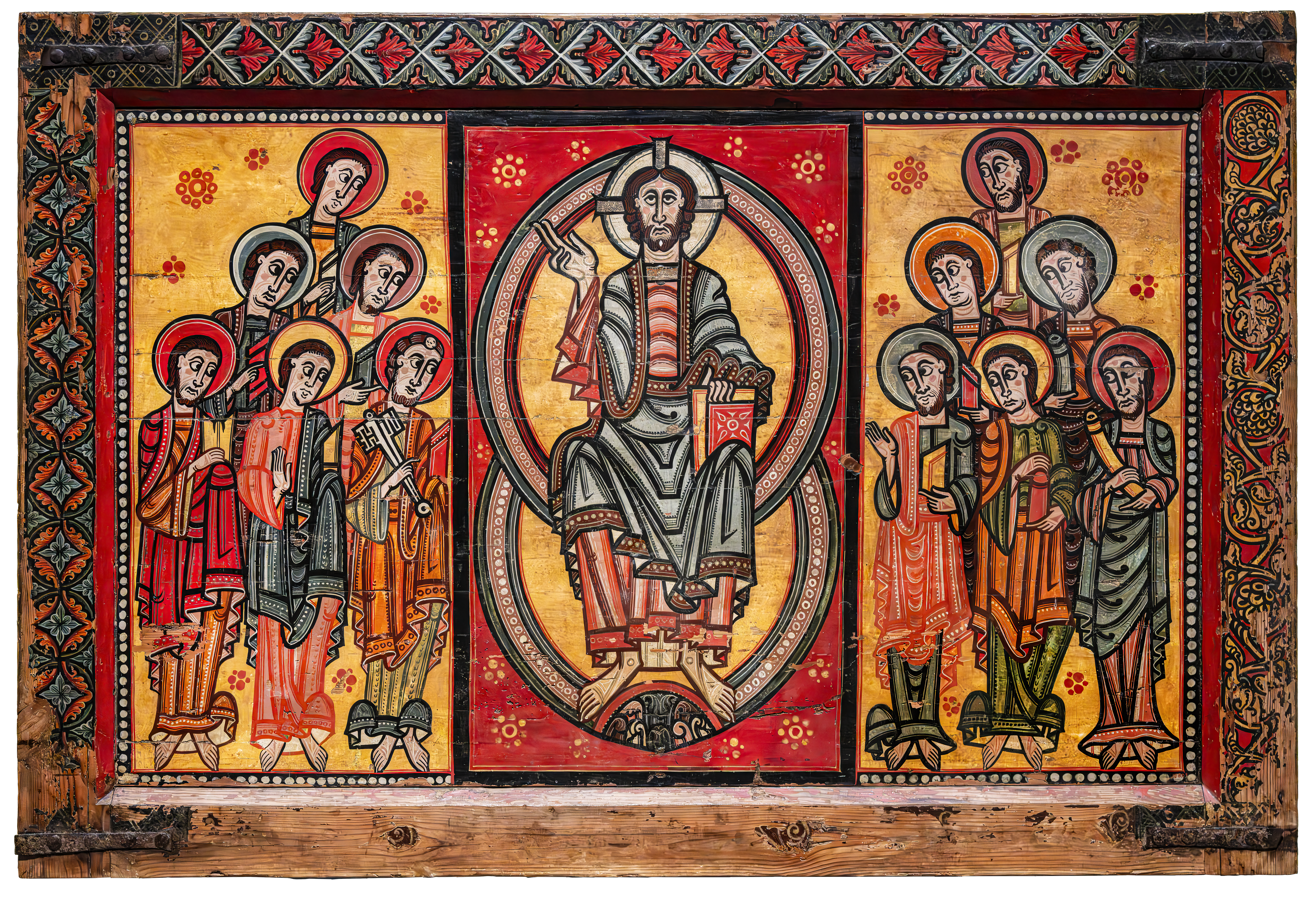
Altar religioso del libro de la vida en Barcelona.

El Libro de la vida es una expresión usada tanto en el Antiguo como en el Nuevo Testamento, al parecer, con acepciones diferentes.

## Antiguo Testamento
En torno a la interpretación de Éxodo 32 32 (cuando Moisés le pide a Yahveh que le quite del libro) hay quienes consideran que en el libro de la vida se inscriben los que están en vida en contraposición a los que mueren o están muertos, ya que es innegable la intención de Moisés de pedir la muerte para sí en ese relato. También parece ser esta la interpretación del texto del Salmo 69 28 donde el salmista pide que sus enemigos sean borrados del libro de la vida. 
En ese entonces los judíos eran muy dados a hacer genealogías donde se colocaban documentadamente la pertenencia o el rango de los miembros del pueblo de Israel. Esto servía de prueba y a veces condicionaba la ciudadanía (cf. Nh 7 61.64). De ahí la creencia de que existiría un Libro de la Vida a modo de registro celestial que contiene la lista de los que pertenecen a Dios.
Finalmente, y ya en el libro de Daniel (cf. Dn 12 1) se habla del libro de la vida como el registro de quienes se salvarán.

## Nuevo Testamento
Con el sentido de registro de quienes se salvan y han vencido al mal es recogido en el Nuevo Testamento, concretamente en la carta a los Filipenses (cf. Flp 4 3) pero sobre todo en el libro del Apocalipsis: 3 5; 13 8; 17 8; 20 12-15; 21, 27. Se dice que es el Cordero quien posee el libro, de ahí que en numerosa iconografía se represente a Cristo llevando el libro de la vida. Es una imagen usada ampliamente no solo con la expresión sino también como los nombres que están escritos en el cielo (cf. Lc 10 20).

## En otras culturas
En la mitología china se menciona el Libro de los mortales como el registro de la muerte; Sun Wukong, protagonista de la novela clásica épica china Viaje al Oeste garabatea su nombre escrito en el libro, haciéndolo intocable por los buscadores de la muerte.